# عضدالملک (نقاشی)
پرتره عضدالملک نقاشی رنگ روغن اثر کمال‌الملک است. این اثر بر روی کرباس و در سال ۱۲۸۹ خورشیدی کشیده شده است.
نقاشی، تصویر عضدالملک را نشان می‌دهد که عصایی را در دست گرفته است.